# Papa Gregório XII
Gregório XII, nascido Angelo Correr (Veneza, c. 13 de maio de 1326 — Recanati, 18 de outubro de 1417) foi Patriarca Latino de Constantinopla, eleito o 205.º Papa da Igreja Católica no dia 30 de novembro de 1406. Com mais de setenta anos de idade, foi coroado no dia 19 de dezembro do mesmo ano. Seu pontificado durou até 4 de julho de 1415, quando renunciou. Seu papado foi marcado por uma divisão na Igreja Católica, com dois antipapas.

## Carreira eclesiástica e pontificado
Angelo Correr foi feito bispo de Castello em 1380 e, dez anos depois, Patriarca Latino de Constantinopla; durante o papado de Inocêncio VII foi secretário apostólico no Legado de Ancona.
Feito cardeal de San Mareo em 1405, já no ano seguinte foi eleito por seus pares como sucessor de Inocêncio, contando oitenta anos de idade, adotando por nome Gregório.
Durante seu papado viveu a Igreja o processo divisionista do Cisma de Avinhão em que coexistiram três papados: o dele em Roma, o de Bento XIII em Avinhão e o de Alexandre V em Pisa onde, durante o Concílio ali realizado em 1409 deixou de comparecer assim como Bento, ambos foram considerados depostos.
Gregório envidou esforços fracassados para reunificar a Igreja; fez dez novos cardeais e convocou também em 1409 o Concílio em Cividale del Friuli (perto de Aquileia) ao qual poucos bispos se fizeram presentes; ali os outros dois Papas foram acusados de provocarem o cisma, de perjúrio e de destruírem a Igreja.
Com a morte do antipapa Alexandre, de Pisa, os cardeais daquela cidade elegeram por sucessor a João XXIII; ocorre em seguida o Concílio de Constança em 1415 que procurou legitimar uma só autoridade papal, com a renúncia dos três pretendentes ao Trono de São Pedro; Gregório apresentou sua renúncia a 4 de julho daquele ano. Bento foi preso e morreu, na Espanha, e João XXIII foi acusado de vários crimes e, preso, foi levado ao cárcere de Pisa.
Ele então retirou-se das funções eclesiásticas. Pouco mais de dois anos após sua renúncia, veio a falecer em Recanati e, apesar de ter renunciado, somente após sua morte é que um novo Papa foi escolhido, em 1417.
A principal realização de seu papado foi a de adotar a hóstia como elemento da Missa em lugar do pão, e a restrição do uso do cálice ao sacerdote — regras estas estabelecidas em 1414.